# Christian Busch (Wirtschaftswissenschaftler)

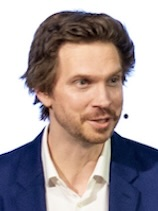

Christian Busch (* 1984 in Bergisch Gladbach) ist ein Wirtschaftswissenschaftler, der vor allem bekannt wurde durch seine Arbeiten zu Serendipität und Unternehmensführung. Er ist Professor an der University of Southern California (USC) Marshall School of Business, affilierter Forscher (affiliate researcher) an der London School of Economics. und Autor.

## Ausbildung
Busch studierte von 2004 bis 2007 an der Hochschule Furtwangen, Department of Business Studies mit dem Abschluss Bachelor of Business Administration (B.B.A.) mit einem Auslandssemester an der Moscow Higher School of Business. An der Fernuniversität Hagen erwarb er den B.A. in Politik and Organisation von 2005 bis 2008.
Die weitere Ausbildung absolvierte er in England: An der London School of Economics, Department of Management studierte er von 2007 bis 2008 und erwarb den M.Sc. in Management, Organisations and Governance. Dort doktorierte er auch von 2009 bis 2014 mit einer Arbeit Social entrepreneurs as network orchestrators: How and why do social entrepreneurs develop social networks to perform?

## Berufliche Tätigkeit
Busch war und ist in den USA und Großbritannien  tätig. Zuerst von 2015 bis 2019 an der London School of Economics im Department of Management als Postdoc und Dozent in Forschung und Lehre. Er bekam dort den Teaching Excellence Award und bleibt der Institution als Gastwissenschaftler (Visiting Fellow), seit 2024 als affilierter Forscher (affiliate researcher) verbunden.
Von 2019 bis 2023 war er an der New York University als Direktor vom Global Economy Program, Center for Global Affairs und Clinical Assistant Professor tätig.
Seit August 2023 ist er Associate Professor of Clinical Management and Organization an der University of Southern California, Marshall School of Business.

## Funktionen und Auszeichnungen
Christian Busch ist Mitbegründer von Leaders on Purpose, dem Sandbox Network, war Co-Direktor des Innovation Lab der London School of Economics, ist Mitglied des Expertenforums des World Economic Forum, Fellow der Royal Society of Arts, unter den „Top 40 unter 40“ von CAPITAL und auf der Thinkers50 Radar-Liste der Management-Denker, die „am ehesten die Zukunft prägen werden“.
Busch ist des Weiteren „Subject Matter Expert“ der Academy of Management.

## Forschung
Seine Forschungsinteressen sind:
- Serendipität
- Führung und Strategieentwicklung unter Unsicherheit
- Soziales Unternehmertum und soziale Innovation
- Wachstumsstarkes Unternehmertum und Innovation
- Aufstrebende Märkte

Er erhielt mehrere „Best Paper Awards“ von der Academy of Management sowie den Masini Award for Innovative Scholarship und ist Mitglied des Editorial Review Board der Academy of Management Perspectives sowie Gastredakteur beim Strategic Management Journal für eine Sonderausgabe zum Thema „Serendipity, Chance, and Luck in Management and Strategy“.
Seine akademische Publikationsliste (Stand August 2024) umfasst 7 Artikel als Erstautor, zwei Bücher, 3 peer-reviewte Buchkapitel, einen Artikel in Vorbereitung, 3 Arbeitspapiere, 2 Fallstudien, 13 "Practitioner-Publikationen. Er gab mehrere TEDx Talks (einer Plattform zum Verbreiten neuer Ideen und Konzepte) über Themen wie Serendipity, Innovation, und wertorientierte Führung.
Zu seinem Schwerpunktthema Serendipity hat er mehrere wissenschaftliche Abhandlungen publiziert, welche die Definition und Identifizierung von notwendigen Bedingungen sowie die Abgrenzung von Glück oder gezielter Innovation zum Ziel haben und ihr Potential für die Förderung von Managementprozessen erschließen. Die bisherige Forschung war weitgehend phänomenologisch, eine interdisziplinäre ontologische Sicht fehlt.
Serendipity ist für ihn die Vorstellung, überraschende und wertvolle Entdeckungen zu machen, die für den Erfolg von Einzelpersonen wie auch Organisationen bedeutsam sein können. Er identifiziert drei Bedingungen, die Serendipity von verwandte Konzepten abgrenzen: Handlungsfähigkeit (agency), Überraschung (surprise) und Nutzen/Wert (value). Er stellt ein mehrstufiges Modell vor, wo Zufallsauslöser, Assoziationen (neue Verknüpfungen sehen bzw. herstellen) und die „Materialisierung“ (eine spezifische Möglichkeit verwirklichen) die Elemente sind.
Eine Theorie der (kultivierenden) Serendipität bietet wichtige Auswirkungen für das Management: Soziale Akteure haben Entscheidungsfreiheit, wenn es darum geht, Serendipity zu schaffen: Wie das Training von „Hard Skills“ im Zusammenhang mit Finanzen oder Ingenieurwesen ist es möglich, serendipity-bezogene Fähigkeiten wie z. B. Wachsamkeit zu trainieren. Serendipity ist ein Prozess, der beeinflusst werden kann: Serendipity-Trigger können gesät oder entdeckt werden und die Fähigkeit zur Assoziation kann ebenfalls trainiert werden.
Seine Forschung wird in verschiedenen Trainingsprogrammen von Universitäten und Fachverbänden verwendet, wie beispielsweise der American Psychological Association und Harvard Business Review’s Harvard ManageMentor.